# فوزیه رهگذر برلاس
فوزیه رهگذر بارلاس (متولد ۱۹۵۵ بلخ) شاعر، داستان‌نویس اهل افغانستان است.

## زندگی
او دختر شفیع رهگذر است. او دبیرستان را در کابل به اتمام رساند، و با رای بارلاس ازدواج کرد. وی در سال ۱۹۷۷ از دانشگاه استانبول فارغ‌التحصیل شد. او برای وزیر اطلاعات و فرهنگ کار می‌کرد. در سال ۱۹۷۹، او به تبعید رفت. وی سردبیر ارشد و مجری خبر رادیو اروپای آزاد/رادیو آزادی بود. وی در سال ۱۹۹۶ با مدرک MA از دانشگاه واشینگتن فارغ‌التحصیل شد.

## آثار
- دنیای شگفتی‌ها، ۱۹۹۹
- آسمانها پدر من هستند، ۲۰۰۱
- چشم‌های عجیب